# Нзила, Пьер
Пьер Нзила (фр. Pierre Nzila; ум. 25 октября 2023) — конголезский государственный деятель. Будучи членом «Конголезской партии труда» (КПТ), занимал должность министра начального и среднего образования в правительстве Республики Конго с 1997 по 1999 год, а затем должность министра начального, среднего и высшего образования с 1999 по 2002 год. С 2002 по 2012 год был депутатом Национального собрания Республики Конго, возглавляя комиссию по обороне и безопасности. В 2013 году был назначен послом Республики Конго в Габоне.

## Биография
Во время гражданской войны 2 ноября 1997 года был назначен министром начального и среднего образования. Впоследствии, 12 января 1999 года, был назначен министром начального, среднего и высшего образования.
На парламентских выборах в мае-июне 2002 года был избран в Национальное собрание будучи кандидатом от «Конголезской партии труда» в округе Окойо департамента Западный Кювет, одержав победу во втором туре голосования. После окончания выборов не вошёл в состав правительства, сформированного 18 августа 2002 года. 24 августа 2002 года был избран председателем Комиссии по обороне и безопасности Национального собрания, заняв эту должность 5 сентября 2002 года.
На парламентских выборах в июне-августе 2007 года вновь баллотировался от «Конголезской партии труда» в округе Окойо. В первом туре занял первое место, набрав 30,76 % голосов против 20,59 % у конкурента Мартина Ояли. Затем одержал победу во втором туре голосования. После подведения итогов выборов сохранил пост председателя Комиссии по обороне и безопасности, когда Национальное собрание начало работу в сентябре 2007 года.
На Шестом внеочередном съезде «Конголезской партии труда», состоявшемся в июле 2011 года, был избран в Центральный комитет партии, насчитывающий 471 члена.
В июле-августе 2012 года не баллотировался на парламентских выборах на переизбрание в Национальное собрание, но был назначен послом Республики Конго в Габоне и вручил верительные грамоты президенту Габона Али Бонго Ондимбе 19 марта 2013 года. Вместе с другими послами африканских стран, направленными в Габон, посетил больницу Альберта Швейцера в Ламбарене 1 марта 2014 года.
Погиб в автокатастрофе 25 октября 2023 года в возрасте 75 лет.